# 54-я отдельная механизированная бригада
54-я отдельная механизированная бригада (укр. 54-та окрема механізована бригада, сокр. 54 ОМБр, в/ч А0693, пп В2970) — тактическое соединение механизированных войск Украины. С 6 мая 2020 года бригада носит почётное название в честь Ивана Мазепы — украинского военного, политического и государственного деятеля.

## История
В декабре 2014 года в Бахмуте сформирована 54-я отдельная механизированная бригада, полевая почта В2970.
18 декабря 2016 года подразделения бригады, выдержав артиллерийский обстрел, отразили нападение российских ВС, и, контратакуя, заняли позиции противника.
22 ноября 2017 года военнослужащими бригады были заняты села Гладосово и Майское к северу от Горловки.
15 июня 2018 года подразделения бригады вернулись из зоны проведения Операции объединённых сил, где успешно выполняли задания в течение 8 месяцев на Светлодарской дуге.
С 2022 года принимают участие в обороне Украины от российского вторжения.
С начала российского вторжения в Украину обороняла Марьинку. Через некоторое время бригаду перевели севернее где вела бои за подступы к Лисичанску и Северску, затем участвовала в обороне Соледара.
Осенью 2022 года подразделения бригады заняли линию Спорное - Берестовое - Белогоровка
За массовый героизм при обороне донецкой области бригаде было присвоена почестная награда "За мужество и отвагу"

## Состав[8]
- 1-й Механизированный батальон
- 2-й Механизированный батальон
- 3-й Механизированный батальон
- Мотопехотный батальон
- 1-й стрелковый батальон
- 2-й стрелковый батальон
- 25-й отдельный мотопехотный батальон "Киевская Русь"
- Танковый батальон
- Реактивный дивизион залпового огня
- Гаубичный дивизион
- Батальон противовоздушной обороны
- Батальон БПЛА «Небесна Кара»
- Разведывательная рота
- Рота радиоэлектронной борьбы
- Инженерный батальон
- Батальон технического обслуживания
- Батальон материально-технического обеспечения
- Медицинская рота
- Рота связи
- Рота РХБЗ

## Вооружение
- ПТРК FGM-148 Javelin
- МТЛБ и МТЛБу
- БМП-1 и БМП-2
- БРДМ-2
- Минометы 2Б11 и 2Б9
- Автоматические гранатометы АГС-17 и Mk-19
- Танки Т-64БВ и Т-72Б
- Артилерийские системы Д-30, М-46, МТ-12
- Самоходные артилерийские установки М-109, 2С3 и 2С1
- Реактивные системы залпового огня Град-21
- Системы ПВО 9К33 Оса и Т-55 с установкой ЗУ-23

## Подразделения покинувшие состав бригады
- 20 декабря 2017 года Грузинский национальный легион покинул состав бригады из-за "Некомпетентности командира",а так-же заявив что командир бригады отобрал у бойцов подразделения всю амуницю и личные вещи. 6 января на официальной странице бригады в Facebook заявили что такого формирования в бригаде никогда не существовало[9].
- В декабре 2024 года бывший 2-й Механизированный батальон «К-2» был расширен в «20 полк безпилотных систем "К-2"»[10]